# Combate de Tauroenta
El Combate naval de Tauroenta (31 de julio del 49 a. C.) fue un enfrentamiento militar realizado en el contexto de la segunda guerra civil de la República romana, entre las flotas de Décimo Junio Bruto Albino (cesariano) y Lucio Nasidio (pompeyano). Fue parte del sitio de Massilia.

## Antecedentes
César, inicialmente, había intentado aliarse con los habitantes de la ciudad, pero por instigación de Lucio Domicio Enobarbo había favorecido a sus enemigos. Tras esto comenzó el asedio por tierra y mar.
Los masilienses y pompeyanos habían intentado forzar el asedio organizado por Cayo Julio César pero fracasaron en el combate de Massilia. Sin embargo, la oportuna llegada de una flotilla al mando de Nasidio dio nuevas esperanzas a los sitiados. Nasidio había navegado desde Sicilia por la costa italiana hasta llegar a Massilia sin ser detectado. Una vez consiguió comunicarse secretamente con los gobernantes de la urbe y los convenció de volver a presentar batalla.

## La batalla
La flota cesariana tenía dieciocho buques: doce construidos por Bruto en Arleate y seis capturados en la anterior batalla; todos reparados y equipados perfectamente para el nuevo enfrentamiento. Los masilienses habían visto reducidas sus fuerzas a ocho navíos pero aprovecharon para construir nueve nuevos, a los que se sumaban los diecisiete que traía Nasidio, completando treinta y cuatro en total. La nueva batalla se libró en Tauroenta (en latín: Tauroentum; actual Saint-Cyr-sur-Mer), pequeña ciudad fortificada cercana a Massilia donde se reunieron pompeyanos y masilienses.
Para ambos bandos, los navíos construidos por los masilienses resultaron ser los mejores que tenían. La batalla empezó con el choque de buques, tratando de hundirse mutuamente con sus espolones, mientras algunos usaban ganchos para acercar los navíos oponentes y abordarlos; todo en medio de una constante lluvia de flechas desde las naves más ligeras. Fue en esos momentos que dos trirremes reconocieron al buque insignia de Bruto e intentaron hundirlo con sus espolones. El cesariano se dio cuenta, los evitó e hizo chocar entre sí en medio de la confusión, provocando que uno de ellos se hundiera y el otro quedara seriamente dañado. Al notar esto, el resto de la flota pompeyana-masiliense huyó gravemente dañada.
Con esta nueva victoria el bloqueo quedó asegurado. Volvieron a Massilia apenas siete de los diecisiete barcos que zarparon, el resto fue hundido o capturado; entre tanto, Nasidio decidió abandonar a su suerte a sus aliados y partió a Hispania con la esperanza de ser más útil allí para su causa. La derrota significó también la fuga de Enobarbo de la ciudad. Sin embargo, la resistencia de los masilienses se prolongaría aún por algunos meses.